# 큐스텐딜주

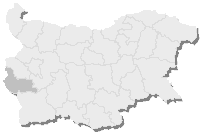
큐스텐딜 주의 위치

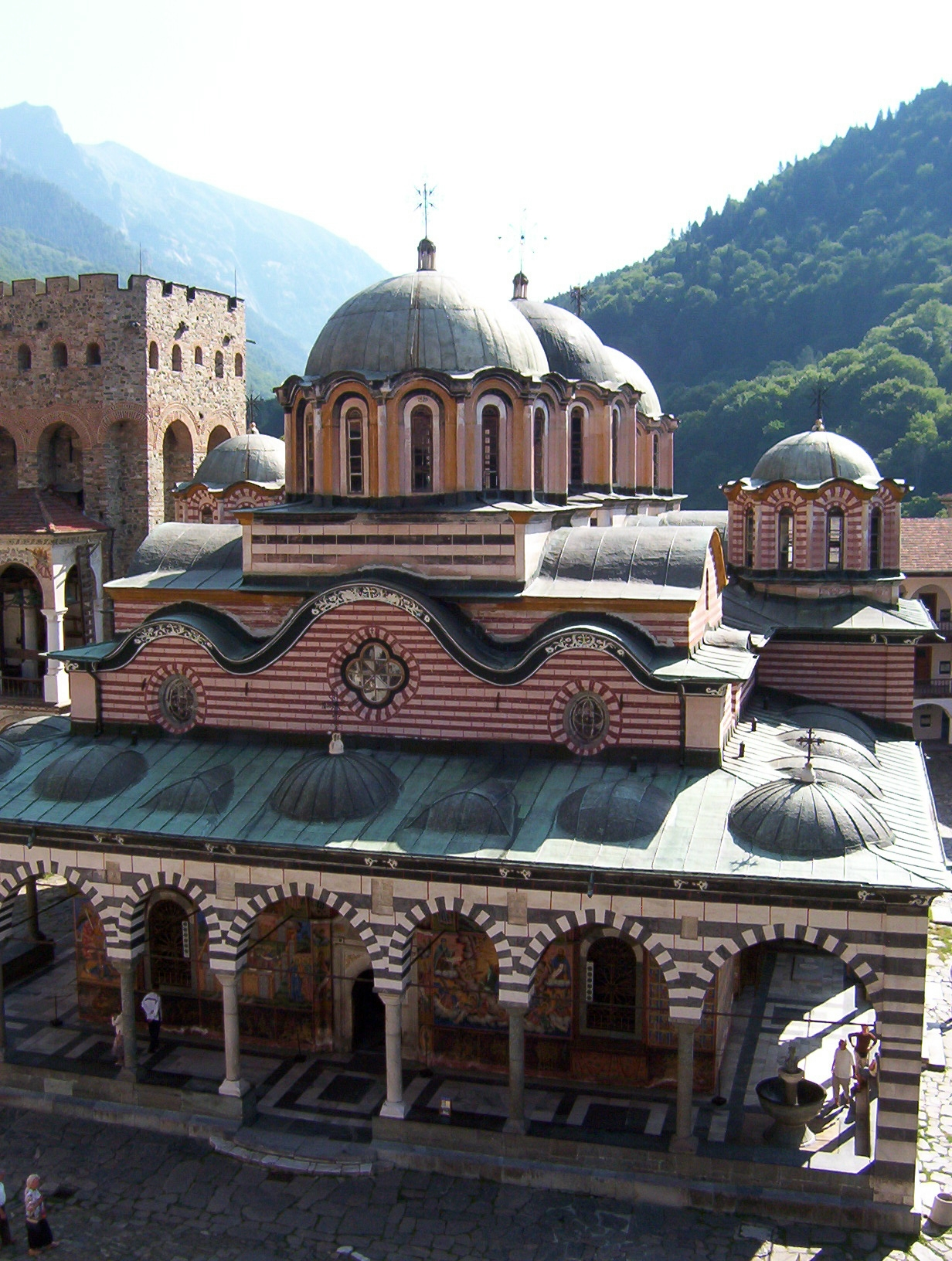
릴라 수도원

큐스텐딜주(불가리아어: Област Кюстендил)는 불가리아 남서부에 위치한 주로, 주도는 큐스텐딜이며 면적은 3,084.30km2, 인구는 163,889명, 자동차 번호는 KH이다.
북쪽으로는 페르니크 주, 동쪽으로는 소피아 주, 남쪽으로는 블라고에브그라드 주와 접하며 서쪽으로는 세르비아, 북마케도니아와 국경을 접한다. 9개 시를 관할한다.

## 인구
| 연도                      | 인구    | ±%     |
| ------------------------- | ------- | ------ |
| 1946                      | 199,936 | —      |
| 1956                      | 193,571 | −3.2%  |
| 1965                      | 197,096 | +1.8%  |
| 1975                      | 198,876 | +0.9%  |
| 1985                      | 190,714 | −4.1%  |
| 1992                      | 181,347 | −4.9%  |
| 2001                      | 162,534 | −10.4% |
| 2011                      | 136,686 | −15.9% |
| 2021                      | 111,736 | −18.3% |
| 출처: pop-stat.mashke.org |         |        |

## 같이 보기
- 불가리아의 주